# 2012 (film)
2012 è un film catastrofico del 2009, diretto da Roland Emmerich, con John Cusack e Amanda Peet come interpreti principali. Il titolo e la trama del film sono direttamente ispirati alle profezie sul 21 dicembre 2012.

## Trama
Stati Uniti, 2009. Il professor Adrian Helmsley, consulente scientifico della Casa Bianca, viene a conoscenza, tramite il collega indiano Satnam Tsurutani, che alcune tempeste solari con una forte emissione di neutrini hanno permesso la trasformazione di quest'ultimi in un nuovo tipo di particella subatomica che ha come effetto sul pianeta Terra un surriscaldamento del nucleo; appare chiaro che presto il mantello verrà completamente liquefatto con conseguenze disastrose sulla crosta terrestre. Helmsley avverte dunque Carl Anheuser, il capo dello staff del Presidente Thomas Wilson. 
Gli eventi si spostano al 2010: durante il G8 in Canada viene annunciato che è ormai certo che la catastrofe planetaria arriverà entro i successivi due anni, pertanto si inizia a pianificare come l'umanità dovrà affrontare la situazione. 
Nel 2011 il segreto è ancora strettamente celato e chi si rende conto che qualcosa non è comunicato dai governi e prova a far valere le sue ragioni viene eliminato fisicamente. È il caso per esempio del direttore del Louvre, che accetta di sostituire i pezzi pregiati del museo (tra cui la Gioconda) con dei falsi su invito di Laura Wilson, la figlia del Presidente. In realtà entrambi sono convinti in buona fede che le opere verranno trasferite al sicuro in Svizzera: solo successivamente alla morte del direttore Laura scoprirà dalla bocca del padre la verità. In gran segreto, intanto, le potenze mondiali stanno organizzando un piano che prevede il salvataggio di una ristrettissima parte dell'umanità, circa 400 000 persone selezionate (politici, miliardari, scienziati, finanzieri, medici, militari e quanto altro si pensa possa essere fondamentale per l'inizio di un nuovo cammino dell'umanità) mediante la costruzione, in Cina, di colossali scialuppe di salvataggio, delle vere e proprie tecnologiche arche di Noè. I lavori di costruzione vengono finanziati mediante la vendita di biglietti per il salvataggio al prezzo di un miliardo di euro a persona e mascherati come lavori relativi a una gigantesca diga.
2012. La West Coast degli Stati Uniti è continuamente soggetta a piccoli terremoti che stanno lacerando il terreno già instabile. Charlie Frost, un visionario complottista e cacciatore di verità negate, dal caso Roswell alla morte di Marilyn Monroe, che divulga tramite la radio notizie e pareri su quello che sta succedendo, assicura che la fine del mondo è prossima, come previsto dal calendario Maya. Nell'affermare ciò, si sbaglierà solo nel sostenere che la via di fuga progettata sia costituita da gigantesche navi spaziali. La sua storia si intreccia con quella di Jackson Curtis, scrittore di fantascienza e occasionalmente autista di limousine, che giunge a Los Angeles dalla ex moglie Kate, ora convivente con Gordon, un chirurgo plastico invidioso di Jackson, e accompagna i figli Noah e Lily a un campeggio.
Le scene si spostano al parco nazionale di Yellowstone, dove Jackson e i suoi figli, introdotti in una zona recentemente recintata, notano molti animali morti presso un laghetto dalle acque caldissime, quindi vengono trattenuti insieme agli altri campeggiatori da un corpo dell'esercito. L'incontro con Charlie Frost non lascia Jackson del tutto convinto della bontà delle sue affermazioni. Riportati successivamente i figli a casa della ex moglie, va a prendere per lavoro con la limousine i figli del miliardario russo Yuri Karpov, Alec e Oleg, per accompagnarli all'aeroporto.
Frequentando questi fastidiosi personaggi, Jackson si rende velocemente conto che stanno partendo in aereo per salvarsi da una catastrofe. In quel momento una piccola scossa scuote l'aeroporto, e Jackson capisce che Charlie aveva sempre avuto ragione, quindi corre subito a tentare di recuperare la sua famiglia. Proprio mentre il governatore della California dalla TV dichiara che il peggio è passato, un colossale terremoto, di intensità pari a 10,9 gradi della scala Richter, colpisce il Sud della California, distruggendo completamente Los Angeles e provocando lo sprofondamento dell'intera costa ovest. Jackson riesce a raggiungere la casa della sua famiglia appena in tempo, e insieme eseguono una fuga disperata con la limousine, attraverso grattacieli che crollano, terreni che si aprono, treni, automobili e camion che precipitano dentro ai crateri provocati dal cataclisma. Il gruppo arriva finalmente al parco di Yellowstone su un aereo noleggiato precedentemente da Jackson e pilotato da Gordon. Qui, insieme a Lily, Jackson recupera da Charlie, posto in cima alla montagna ad aspettare un'enorme esplosione della caldera di Yellowstone, una mappa della base delle arche in Cina, ma prima devono fuggire dall'eruzione del gigantesco vulcano appena sorto.
L'esplosione, come previsto, spazza via tutto, Charlie compreso. Scappando dalla gigantesca esplosione, Jackson e Lily arrivano in tempo all'aereo. Lily sale, ma Jackson rimane indietro: Gordon inizia a partire, mentre Kate salverà lo sventurato Jackson. Contemporaneamente, una serie di catastrofici terremoti colpisce l'America meridionale, distruggendo Rio de Janeiro, mentre a Londra le Olimpiadi sono state interrotte, venendo poi devastata da rivoltosi in cerca di risposte. Intanto, lo staff del governo americano, sapendo dell'eruzione del supervulcano, sale sull'Air Force One per raggiungere le arche, tranne il presidente, che decide di restare con il suo popolo a Washington, e con un messaggio video trasmesso in mondovisione, annuncia che i disastri naturali che stanno accadendo negli Stati Uniti, sono solo l'inizio e una minima parte di quella che sarà la fine del mondo.
I protagonisti raggiungono Las Vegas, devastata da una serie di terremoti, dove incontrano il miliardario Karpov, i suoi due figli e l'amante Tamara. Insieme, grazie all'aggiunta della guardia del corpo Sasha, riescono a partire con un aereo cargo Antonov An-225 pieno di auto di lusso, tutte appartenenti a Karpov; riescono così a fuggire da Las Vegas, pochi secondi prima che la nube di cenere generata dall'eruzione della caldera di Yellowstone investa la città. Mentre l'attivita sismica e vulcanica globale continua ad aumentare vertiginosamente, uccidendo milioni di persone in tutto il mondo, Washington viene colpita da un potente sisma di magnitudo 9,4, che provoca il crollo del Washington Monument. L'aereo su cui viaggiano i protagonisti, intanto, sta esaurendo il carburante: il gruppo decide di provare a fare rifornimento alle Hawaii, scoprendo però che sono diventate un immenso inferno di lava, ritrovandosi così costretti a prendere la decisione di ammarare nell'Oceano Pacifico.
Intanto la scena si sposta a Roma, dove in Piazza San Pietro si è riunita in preghiera una grande folla di fedeli, compreso il Primo Ministro Italiano, che anche lui ha deciso di restare col suo popolo anziché volare verso le arche, ma mentre la preghiera è in corso, un grande terremoto li sorprende, distruggendo la città, compresi il Vaticano e la Basilica di San Pietro, uccidendo tutti quanti, compresi il Presidente e il Papa, segnando così la completa destabilizzazione della crosta terrestre; come conseguenza di ciò, oltreché ad esserci un ulteriore aumento del già enorme numero di terremoti ed eruzioni, si formano anche dei giganteschi tsunami che finiscono per sommergere buona parte dei continenti, uccidendo quasi ogni persona sulla terra (tra cui il padre di Adrian, che muore quando la nave si cui è a bordo, viene travolta da uno tsunami al largo delle coste giapponesi, lo scienziato indiano Satnam Tsurutani, che viene travolto da uno tsunami insieme alla sua famiglia in India uccidendolo, e il Presidente degli Stati Uniti, che muore quando una portaerei, trascinata a terra da un mega-tsunami alto un chilometro, si schianta contro la Casa Bianca).
I protagonisti, intanto, tentano di ammarare con l'aereo nell'Oceano Pacifico, ma scoprono però che il dislocamento della crosta terrestre ha spostato il continente asiatico, e che quindi in realtà si trovano molto vicino alla loro destinazione iniziale. Cercando di fare un atterraggio di emergenza, Sasha precipita insieme all'aereo in un burrone perdendo la vita, mentre gli altri riescono a fuggire a bordo di un'auto, venendo poi avvistati dagli elicotteri militari cinesi. Sfortunatamente per i protagonisti, Karpov abbandona il gruppo con i suoi due figli, lasciando Tamara e gli altri al loro destino, poiché i cinesi salvano solo chi ha pagato i biglietti per poter accedere alle navi.
Jackson, Gordon, Kate, Tamara, Lily e Noah, con l'aiuto di un ragazzo tibetano, riescono a salire con l'inganno su una delle arche, proprio mentre sta iniziando la procedura di partenza. All'interno dell'arca, Gordon muore in modo straziante, triturato tra gli ingranaggi, mentre Jackson, nel tentativo di salvare un operatore, danneggia i marchingegni del portellone: contemporaneamente, per poter salire sulle altre arche, la massa di gente all'esterno, tra cui anche Karpov e i suoi figli, si spinge oltre le paratie di contenimento, e molti muoiono precipitando, tra cui lo stesso miliardario russo, che si sacrifica per salvare i suoi figli.
Adrian, già a bordo di una delle arche insieme a Carl Anheuser, alla vista delle persone che muoiono, parla alle altre arche chiedendo di far salire più persone possibili a bordo, riuscendo a convincere tutti i capi di Stato tranne Carl. Il gruppo di clandestini passa in quello presso i meccanismi del portellone posteriore, ma poiché il trapano pneumatico usato dai protagonisti per farsi strada cade tra gli ingranaggi, il portellone non riesce a chiudersi, cosa che impedisce l'accensione dei motori. Vicino alla diga, un monaco, che si trova in un monastero posto in cima a una montagna, inizia a suonare una campana all'arrivo di un gigantesco tsunami che sta per spazzare via tutto.
All'arrivo dello tsunami, l'Air Force One, trascinato dall'acqua, colpisce gli ancoraggi, e la nave si stacca dalla diga, finendo in rotta di collisione con l'Everest. Diverse stanze dell'arca rimangono sommerse: Tamara, nel tentativo di salvare Lily e il suo cagnolino, rimane intrappolata morendo poi annegata. Fortunatamente Jackson, grazie all'aiuto di Noah, riesce a sbloccare il meccanismo del portellone, in modo da farlo chiudere. La nave quindi frena in tempo e riesce a ripartire, iniziando il tragitto in un nuovo oceano, in un nuovo mondo, in una nuova vita.
Giorno 27, mese 1, anno 1. Le acque si stanno ritirando, e le arche si dirigono verso il Capo di Buona Speranza, in Sudafrica, dove si vedono i Monti dei Draghi, divenuti la catena montuosa più alta della Terra. L'Himalaya non è più il “tetto del mondo”: il continente africano, infatti, durante il dislocamento della crosta terrestre, ha subito un innalzamento di alcune migliaia di metri che gli ha permesso di non essere sommerso. 
L'umanità è pronta a ricominciare tutto daccapo.

## Produzione
Il progetto è nato da uno spec script redatto da Roland Emmerich e Harald Kloser, i quali ne hanno poi venduto i diritti alla Sony Pictures.
Il film è stato annunciato il 20 febbraio 2008 da Emmerich, lo stesso ha poi dichiarato che il film è stato prodotto con una spesa di 200 000 000 dollari, cifra più tardi confermata. Lo stesso mese, la Columbia Pictures si è offerta di distribuire il film in tutto il globo.
Prima di dare il via definitivo al progetto, Emmerich ha avuto un incontro con dei rappresentanti degli studi finanziatori per indicare il suo piano di produzione circa lo scripting e il piano di bilancio, un processo d'approvazione che il regista aveva avuto in passato per i film The Day After Tomorrow - L'alba del giorno dopo e Independence Day.
La pre-produzione è partita a inizio marzo 2008, in contemporanea all'annuncio della data di esordio statunitense.
A causa del possibile sciopero degli attori di Hollywood, la Sony annunciò di aver studiato un piano regolatore per una gestione celere del progetto in modo da terminare la lavorazione prima dei tempi previsti.
Nell'agosto 2008 venne confermato che gli effetti speciali sarebbero stati curati dalla Sony Pictures Imageworks.
Nei crediti dei titoli di coda il film si dice ispirato al libro Impronte degli dei (Fingerprints of the Gods) di Graham Hancock.

### Regia
In un'intervista Emmerich ha dichiarato che nel film, oltre a raffigurare la distruzione dei principali monumenti cristiani (come il Cristo di Rio o l'intero Vaticano), avrebbe voluto mostrare anche la distruzione della Kaʿba a La Mecca, ma di aver successivamente cambiato idea temendo di ricevere una fatwā per tale motivo, affermando: «non avrò delle fatwa sulla mia testa a causa di questo film».
Nella scena che mostra il crollo della Basilica di San Pietro si vede il presidente del consiglio italiano morire mentre è in preghiera in piazza San Pietro insieme alla popolazione e al Papa, avendo scelto di non abbandonare la propria nazione. Interpellato al proposito, Emmerich ha dichiarato che «il suo premier italiano non può essere identificato con Silvio Berlusconi: lui sarebbe stato il primo a scappare».

### Riprese
La lavorazione era inizialmente programmata per iniziare ai primi di febbraio 2009, data poi anticipata al 23 luglio 2008 con l'intenzione di svolgere le riprese ai Los Angeles Studios.
In ultimo, per ottenere agevolazioni fiscali e risparmio nel bilancio, è stata presa la decisione di filmare l'intera pellicola ai Vancouver Film Studios a partire dal 1º agosto.
Benché il luogo di costruzione delle arche si trovi nel Tibet, tale termine compare solo una volta nel film, in sovrimpressione all'inizio della prima scena ivi ambientata: per tutto il resto della narrazione, nella versione in lingua italiana si parla solamente in termini di Cina o Repubblica Popolare Cinese. Inoltre il toponimo immaginario Chao-Ming (la valle dove vengono costruite le arche, così come l'aeroporto realizzato nei pressi del cantiere) è cinese e non tibetano.
Nel film è presente una versione digitale dell'aereo Antonov An-225 Mriya, l'aereo cargo più grande mai costruito, che nel film è guidato da due piloti; nella realtà tale velivolo, andato distrutto nel conflitto tra Russia e Ucraina scoppiato nel 2022, necessitava di un equipaggio di almeno sei persone per essere controllato.

## Colonna sonora
La colonna sonora originale del film è composta da Harald Kloser e Thomas Wanker. L'album è composto da 24 tracce, di cui 21 strumentali e 3 canzoni; It Ain't the End of the World scritta da Kloser e Vander e interpretata da George Segal e Blu Mankuma, Fades Like A Photograph dei Filter e Time for Miracles eseguita da Adam Lambert, quest'ultima usata come tema principale della colonna sonora.

## Promozione
(Tagline del film.)
Il primo trailer è stato pubblicato in rete su Moviefone il 13 novembre 2008, ha una durata di 1 minuto e un quarto, mostra un monaco tibetano che suona una campana cercando di dare una specie di avviso, ma il suo campanile posto sulla punta di un monte viene travolto da un'onda gigantesca che spazza via anche i monti circostanti. Rilevante è il particolare uso di una melodia ripetitiva e ossessiva, in crescendo, che descrive l'onda che attraversa i monti; questa traccia, scritta da Wendy Carlos, era stata precedentemente utilizzata da Stanley Kubrick nel trailer ufficiale di Shining, dove si assisteva a un fenomeno analogo. In quel caso, però, l'onda è fatta di sangue ed esce dalle porte dell'ascensore che si aprono, costituendo insieme con la musica uno spettacolo inquietante.
A metà novembre del 2008 è stato aperto il sito Institute for Human Continuity, in cui viene data la possibilità di registrarsi così da essere scelti in futuro come ricreatori del genere umano destinato a finire nel 2012.
Il 19 giugno 2009 sono stati diffusi su internet i primi due trailer, quello americano e quello internazionale. In entrambi compaiono alcune scene in cui la basilica di San Pietro viene distrutta da un evento catastrofico simile a un terremoto.

## Distribuzione

### Data di uscita
Il film è uscito nelle sale cinematografiche il 13 novembre 2009 in contemporanea mondiale; è stato distribuito dalla Sony Pictures.

### Edizione italiana

#### Doppiaggio
L'edizione italiana del film venne curata dalla Sony Pictures Entertainment Italia, con la direzione del doppiaggio e l'adattamento dei dialoghi curati da Filippo Ottoni assistito da Silvia Ferri. Il doppiaggio italiano e la sonorizzazione della pellicola, invece, vennero eseguiti dalla Sefit-CDC.
Nel trailer italiano le voci sono diverse rispetto a quelle del film:
- Rossella Acerbo: Kate Curtis
- Angelo Nicotra: Presidente degli USA Thomas Wilson
- Carlo Cosolo: Capo sicurezza della Casa Bianca Carl Anheuser
- Simone Mori: Adrian Helmsley
- Roberto Pedicini: Charlie Frost

### Edizioni home video
Le edizioni in DVD e Blu-ray uscirono negli Stati Uniti il 2 marzo 2010 mentre in Italia dal 24 marzo 2010.
Nei contenuti speciali del DVD è presente un finale alternativo in cui le tre arche navigano verso la Genesis, la nave da crociera su cui viaggiava il padre di Adrian Helmsley, che si è arenata su un grande scoglio: suo padre e gran parte dei passeggeri e dell'equipaggio sono vivi e comunicano con le arche via radio. In questa scena si possono notare le dimensioni delle tre arche rispetto alla nave da crociera, che in confronto sembra insignificante.

## Accoglienza

### Incassi
Nel primo fine settimana di apertura negli Stati Uniti il film ha guadagnato 65 237 614 dollari; in Italia ha invece ottenuto 20 706 036 $ nella prime cinque settimane di programmazione.
Complessivamente il film ha incassato 166 112 167 dollari in Nordamerica e 603 567 306 nel resto del mondo, per un totale di 769 679 473 dollari, quinto incasso cinematografico dell'anno dopo Avatar, Harry Potter e il Principe Mezzosangue, L'era glaciale 3 - L'alba dei dinosauri e Transformers - La vendetta del caduto.
Una successiva riedizione nel 2012 ha ottenuto 21 538 353 dollari, portando l'incasso complessivo del film a 791217826 $.

### Critica
Nonostante gli incassi abbiano permesso di rientrare nelle spese, le recensioni sono state generalmente negative. Rotten Tomatoes gli dà un 39% (basato sulle percentuali di critiche positive/negative) e un voto complessivo di 5/10, con la motivazione «Roland Emmerich ha fornito una pletora di effetti speciali d'impatto, ma senza un'adeguata sceneggiatura a supportarne la sua epicità e la sua eccessiva lunghezza [il film dura 2 ore e 38 minuti]». Stessa votazione, con le stesse motivazioni, anche per il sito Metacritic.

## Riconoscimenti
- 2009 - Critics' Choice Movie Award
  - Candidatura per i migliori effetti speciali
- 2009 - Motion Picture Sound Editors
  - Candidatura per il miglior montaggio sonoro negli effetti sonori
- 2009 - Satellite Award
  - Migliori effetti visivi
  - Miglior suono
  - Candidatura per il miglior montaggio
  - Candidatura per la miglior scenografia
- 2009 - Saturn Award
  - Candidatura per il miglior film d'azione/di avventura/thriller
  - Candidatura per i migliori effetti speciali

## Sequel
Roland Emmerich e il produttore di Grey's Anatomy Mark Gordon avevano annunciato lo sviluppo di 2013, una miniserie per la TV sequel del film. La serie doveva essere un sequel diretto del kolossal catastrofico, ambientato nel mondo post-apocalittico, che mostrava come «le persone sopravvissute al disastro affrontano la vita dopo la fine del mondo». Tuttavia Emmerich in seguito ha dichiarato che la serie non sarebbe stata creata a causa del budget insufficiente.